# ZAG Zeitarbeits-Gesellschaft

Unternehmenszentrale von ZAG Personal & Perspektiven

ZAG Zeitarbeits-Gesellschaft GmbH (auch ZAG Personal & Perspektiven oder kurz einfach ZAG) ist ein bundesdeutscher Personaldienstleister mit Sitz in Hannover. Operative Unternehmensschwerpunkte sind Zeitarbeit, vermittlungsorientierte Zeitarbeit und Personalvermittlung. Das Unternehmen gehört in Deutschland zu den größeren der Branche.

## Geschichte
Martin Weiß und Sylvia Daniel gründeten das Unternehmen 1984 als ZAG Zeitarbeits-Gesellschaft GmbH. Zuvor waren sie über Jahre bei einer anderen Zeitarbeitsgesellschaft als Disponenten tätig. Seit dem Tod Sylvia Daniels am 27. Mai 2010 ist Martin Weiß Mehrheitsgesellschafter des Unternehmens.
Im April 2020 übernahm die ZAG das Sponsoring der ZAG-Arena.

## Leistungsangebot
ZAG vermittelt mit seinen über 100 Geschäftsstellen in ganz Deutschland bundesweit Personal. Insbesondere werden Kräfte aus dem technisch-gewerblichen und dem kaufmännischen Bereich vermittelt.

## Daten
- Bediente Unternehmen: Über 17.000[1]
- DQS-Zertifizierung: ISO 9001[1]
- Geschäftsstellen: 113[1]
- Mitarbeiter: rund 4500 (2022)[3]
- Tarifvertrag: BAP/DGB[1]

## Sonstiges Engagement
Die ZAG gründete 2007 die gemeinnützige Stiftung „Pro Chance“ für junge Menschen in der Region und unterstützt Initiativen wie den Internationalen ZAG-Junior-Cup für Jugendturner.